# بابا عايز كده (فلم)
بابا عايز كده هو فيلم مصري عرض عام 1968، بطولة سعاد حسني ورشدي أباظة ومحمد عوض ونوال أبو الفتوح، ومن إخراج نيازي مصطفى.

## قصة الفيلم
يرتبط الشاب الخجول كمال بزميلته في الجامعة نادية والتي تسافر مع عائلتها وتقضي عدة سنوات خارج مصر بعد أن يعدها كمال بانتظارها, وفي خلال فترة سفرها يتغير كمال ويصبح كوكو مصمم الأزياء المشهور وتعدد علاقاته النسائية, تعود نادية إلى مصر مع عائلتها ويحاول كمال إخفاء التغيير الذي أصابة خلال فترة غيابها عن مصر ولكنها تكتشف حقيقة تغيره وخداعه لها فتحاول الانتقام منه بالادعاء أن هناك علاقة تجمعها مع ابن عمه، وتتوالى الأحداث.

## طاقم التمثيل
- سعاد حسني: (نادية)
- رشدي أباظة: (كمال)
- محمد عوض: (زكي - ابن عم كمال)
- نوال أبو الفتوح: (مها)
- ميمي شكيب: (والدة نادية)
- آمال رمزي: (سهام - أخت نادية)
- حسن مصطفى: (عباس)
- محمود رشاد: (شكري - والد نادية)
- رجاء الجداوي: (رجاء - عارضة أزياء)
- بريجيت عمر: (بريجيت - عارضة أزياء)
- نوال فهمي
- ميراندا
- ليلى عز الدين
- زيزي محمد
- جوزيان فؤاد
- مديحة عبد الوهاب
- مصطفى عبد الله
- مختار السيد
- أنور الخوام
- أحمد قاسم
- سميحة محمد

## فريق العمل
- إخراج: نيازي مصطفى
- تأليف: عبد الحي أديب
- مدير التصوير: فارس وهبة
- مونتاج: عبد العزيز فخري
- إنتاج: أفلام الشعلة
- توزيع: شركة القاهرة للتوزيع السينمائي